# St.-Mang-Platz

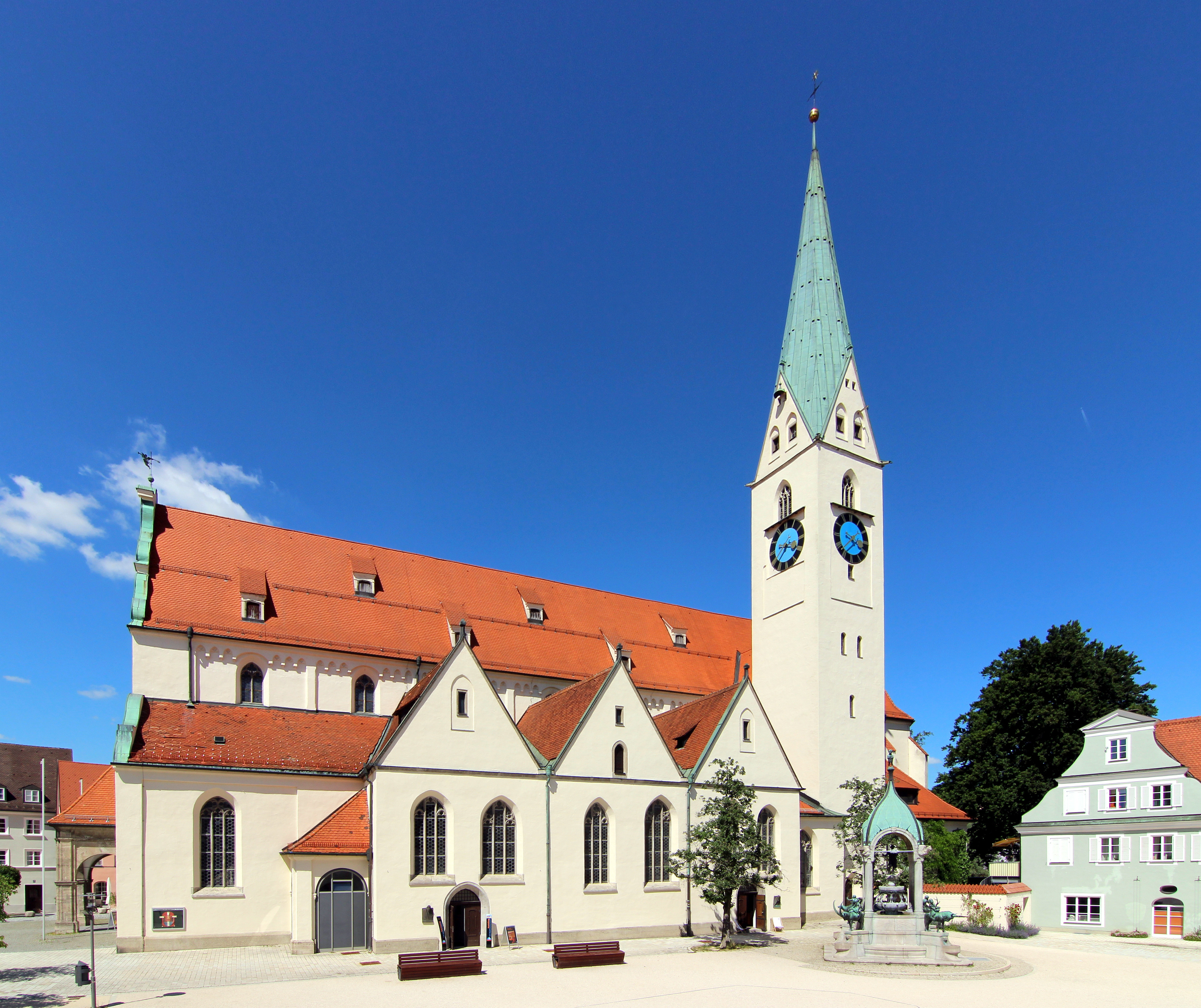
St.-Mang-Kirche am St.-Mang-Platz

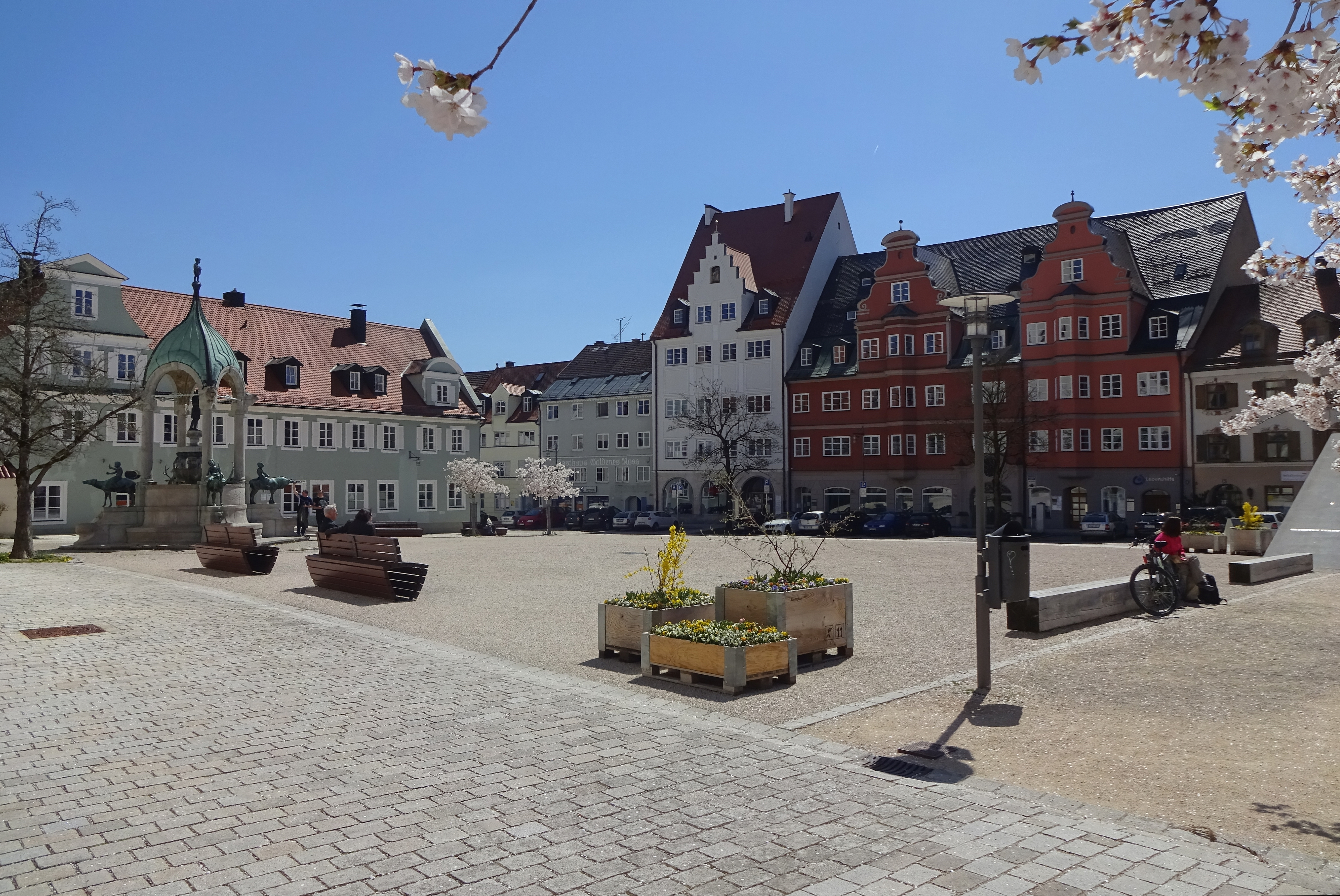
Blick über den St.-Mang-Platz

Der St.-Mang-Platz (früher Kirchhof) ist eine große Freifläche südlich der Pfarrkirche St. Mang in Kempten (Allgäu). Sie bildet neben dem Rathausplatz die weiträumigste Platzanlage innerhalb der Altstadt, die südlich gelegenen Patrizierhäuser gehören mitunter zu den größten und prachtvollsten der Stadt. Die Hausfronten des querrechteckigen Platzes südlich der Kirche ergeben trotz unterschiedlicher Bauzeiten ein geschlossenes Gefüge.

## Lage

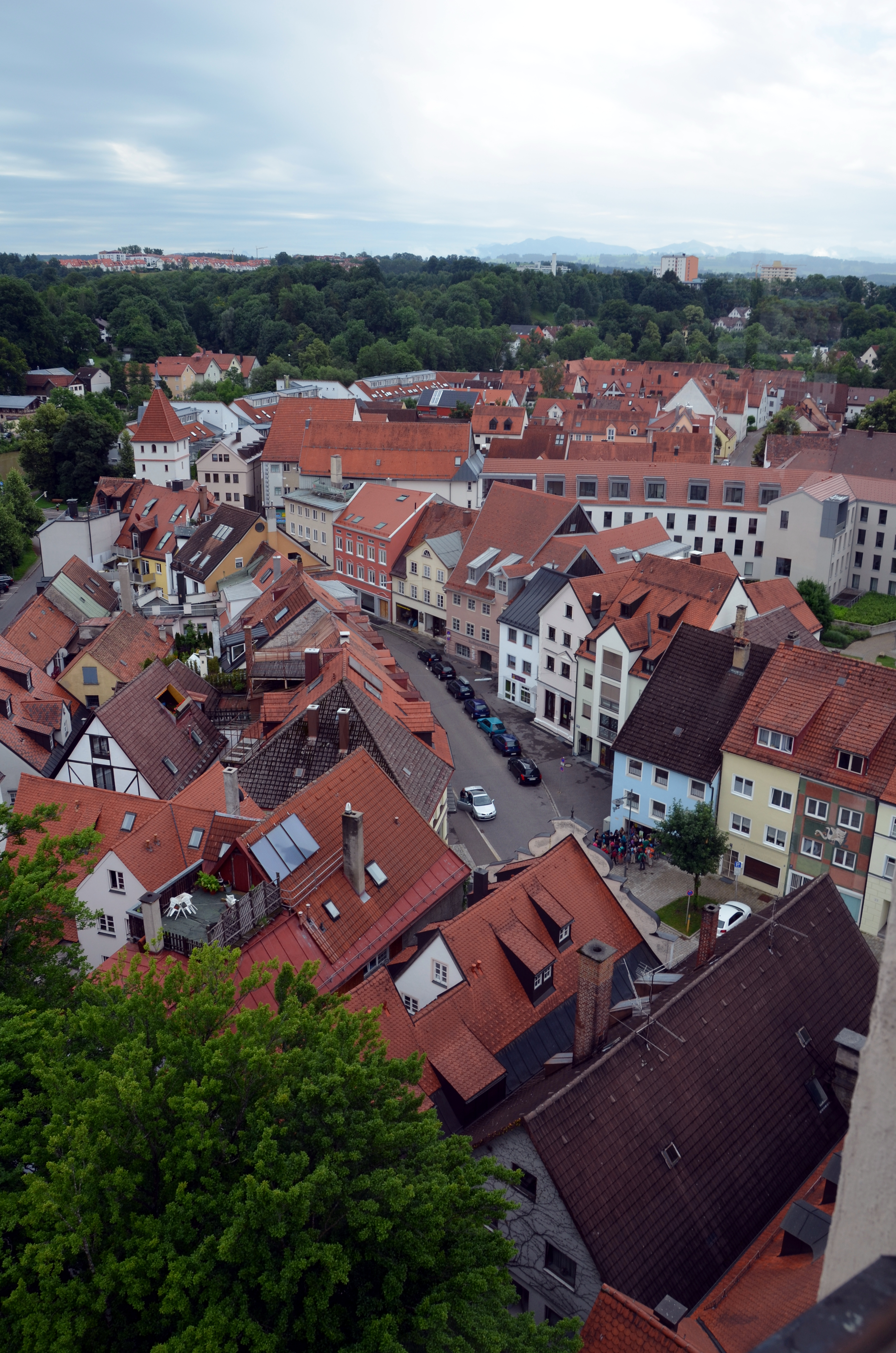
Bäckerstraße vom St.-Mang-Kirchturm aus gesehen

Gen Westen schließt sich der Bereich der Reichsstraße und ihre Fortsetzung, der Schützenstraße, an. Dem Platzbild gehören auch die engeren Areale nördlich der St.-Mang-Kirche mit an, allen voran das Mühlberg-Ensemble als historische Hausgruppierung. Nordwestlich schließt der Rathausplatz an den St.-Mang-Platz an. Von West nach Ost geht ein Straßenzug durch, der zunächst Mehlstraße heißt, daraufhin in St.-Mang-Platz übergeht und als Bäckerstraße zur St.-Mang-Brücke führt.

## Geschichte

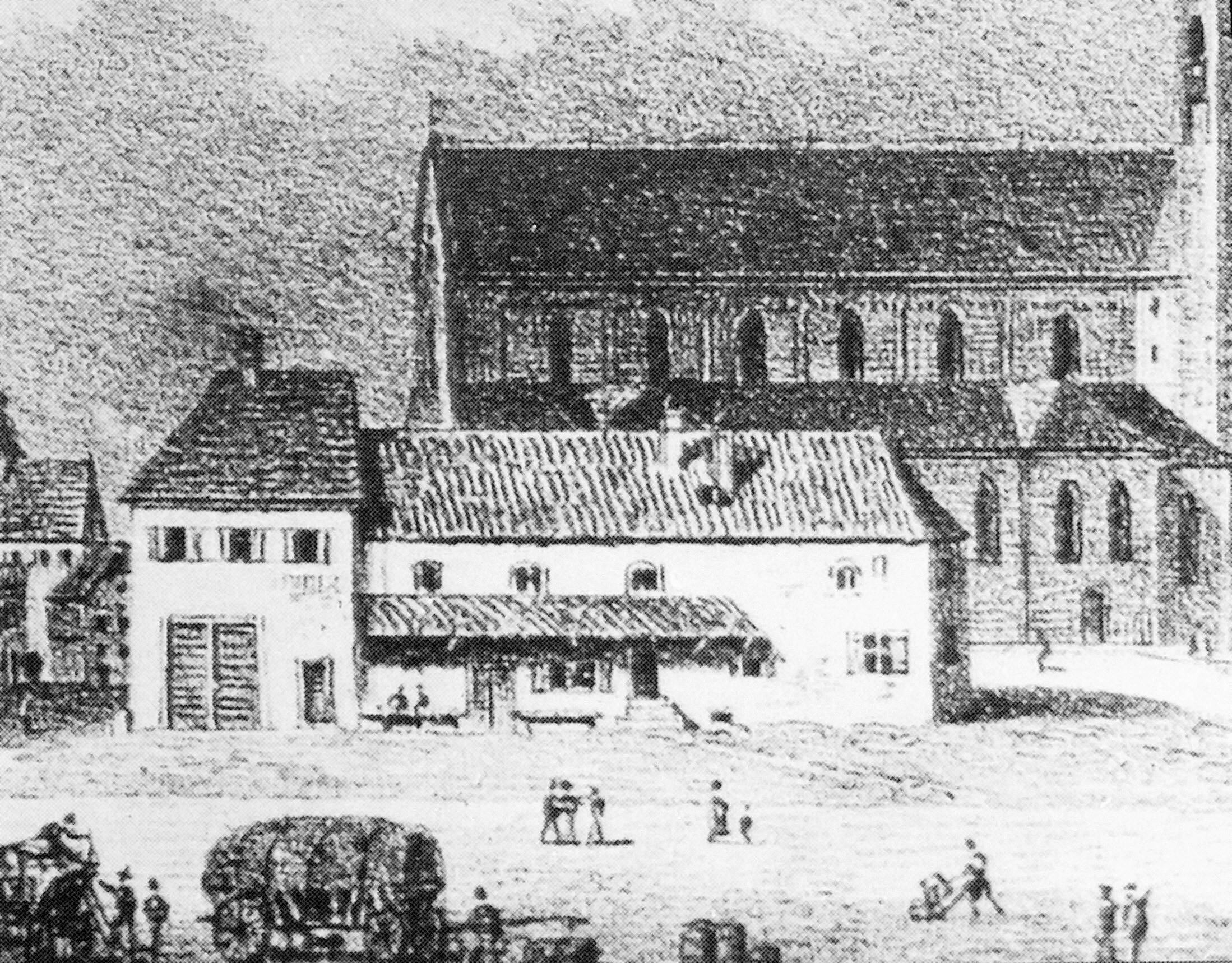
Die bereits profanierte Friedhofsdoppelkapelle vor ihrem Abbruch im Jahr 1857

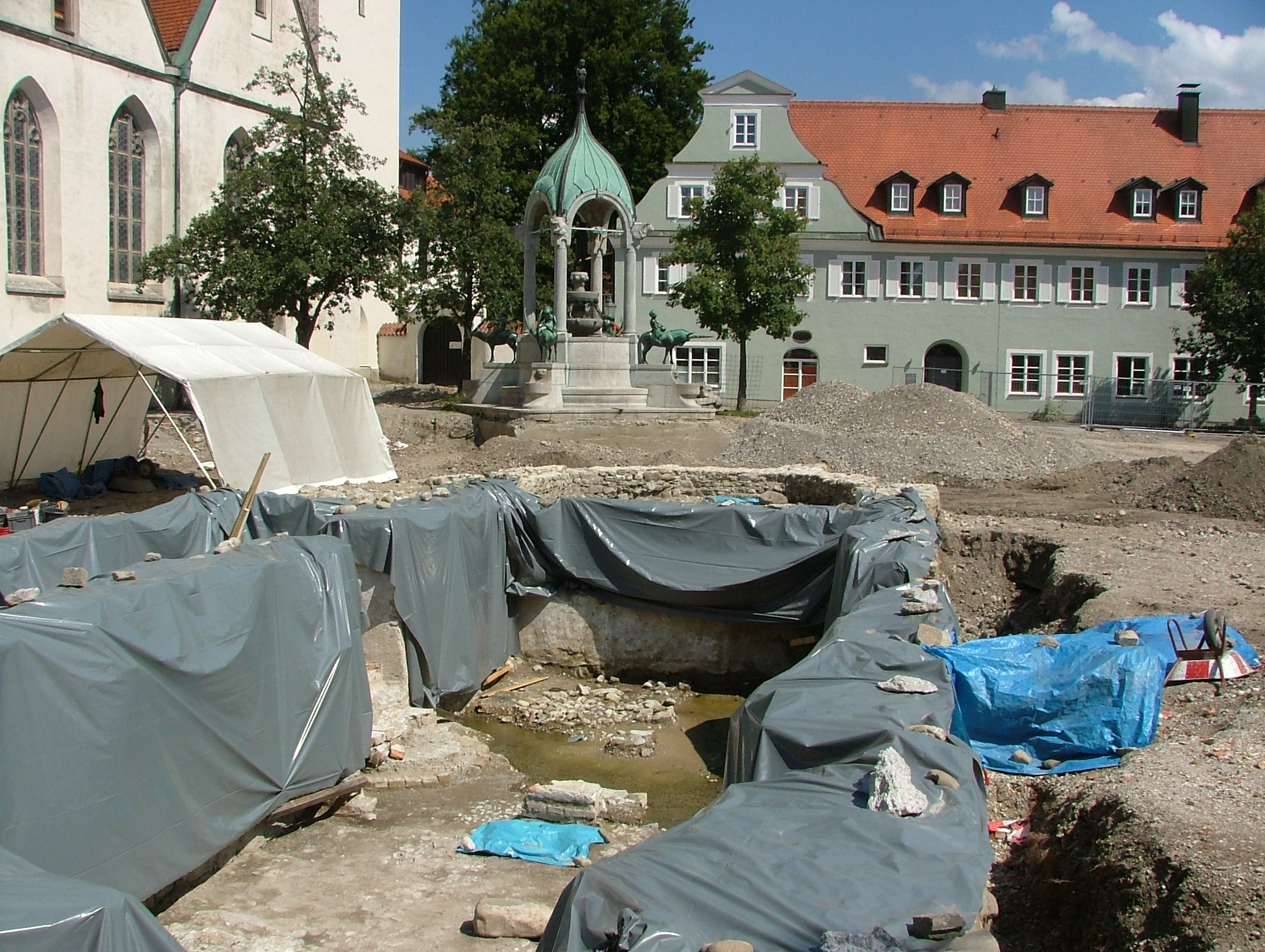
Ausgrabungen auf dem St.-Mang-Platz, im Hintergrund der St.-Mang-Brunnen

Der Platz entwickelte sich aus der Auflassung des alten reichsstädtischen Friedhofs um die Michaelskapelle (heute als Schauraum Erasmuskapelle bekannt), der 1535/37 unter der Burghalde neu eingerichtet wurde und als Evangelischer Friedhof heute bekannt ist.
Im Jahr 1584 wurde der Platz mit einer neuen Mauer umgeben, die im Jahr 1763 durch eine niedrigere ersetzt worden ist. Im 19. Jahrhundert wurde sie vollständig abgetragen. 1857 wurde der Abbruch des bereits profanierten Bauwerks der ehemaligen Friedhofsdoppelkapelle beschlossen, das Gebäude diente von etwa 1560 bis dahin gewerblichen Zwecken. Während des Zweiten Weltkriegs wurde auf dem Platz ein Splittergraben mit Erdbunker errichtet.
In den 1960er Jahren wurde hier ein Waschbetonplattenbelag verlegt, Blumenbeete und eine niedrige Betonmauer zur Abgrenzung vom Parkplatz an der Durchfahrtsstraße entstanden. Bei archäologischen Untersuchungen in den 2000er Jahren wurden zahlreiche Grabstellen wenige Zentimeter unterhalb dieser Betonplatten gefunden. Das älteste Skelett stammt aus dem 7. Jahrhundert und belegt, dass hier bereits 50 bis 100 Jahre vor dem angeblichen Eintreffen des „Allgäu-Apostels“ Magnus von Füssen christliche Bestattungen stattgefunden hatten. Unter anderem wegen der Datierung dieser Bestattungen wird die Christianisierung durch Magnus in Kempten als Legende gedeutet.
Wegen der Platzneugestaltung wurden der Plattenbelag beseitigt sowie intensive archäologische Untersuchungen durchgeführt; daraufhin wurde als Konsequenz die Erasmuskapelle als Schauraum mit in die Platzgestaltung integriert. Im September 2010 wurde dieser medial ausgestattete Ausstellungsraum mit dem Platz feierlich eröffnet, die Gesamtkosten beliefen sich mit der Platzneugestaltung auf 1,7 Millionen Euro.

## Beschreibung
Der Platz ist mit hellem Kies belegt und an den Seiten mit Bäumen bepflanzt. Ein Bronzeband markiert die Fundamente des Schauraums. Eine Bronzetafel kennzeichnet die neu erstandene Gruft unterhalb des Platzes, wo einige Überreste der gefundenen Skelette aus den Grabstellen ausgestellt sind. Vor dem Eingang in die Kirche befand sich eine Gerichtslinde und zwischen dem Rathaus- und St.-Mang-Platz das Brieftürmle, in dem wichtige reichsstädtische Dokumente archiviert waren.
In der Nähe des Kirchturms befindet sich der 1905 errichtete und im Jugendstil gehaltene St.-Mang-Brunnen. Die südliche Häuserreihe wird dominiert durch das Rote Haus, das Jenisch-Haus sowie ehemalige Gasthäuser.

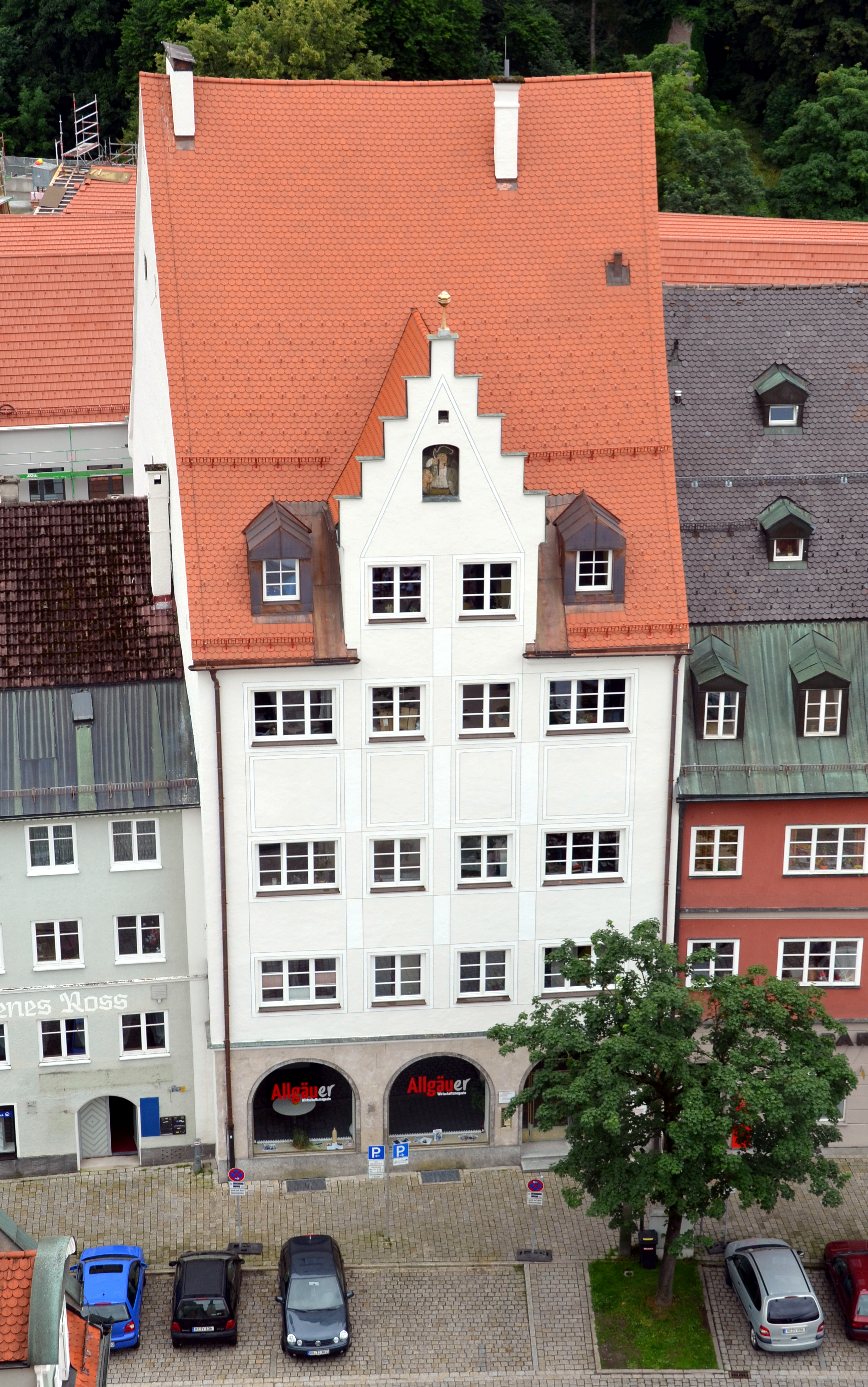
Jenisch-Haus; St.-Mang-Platz 1
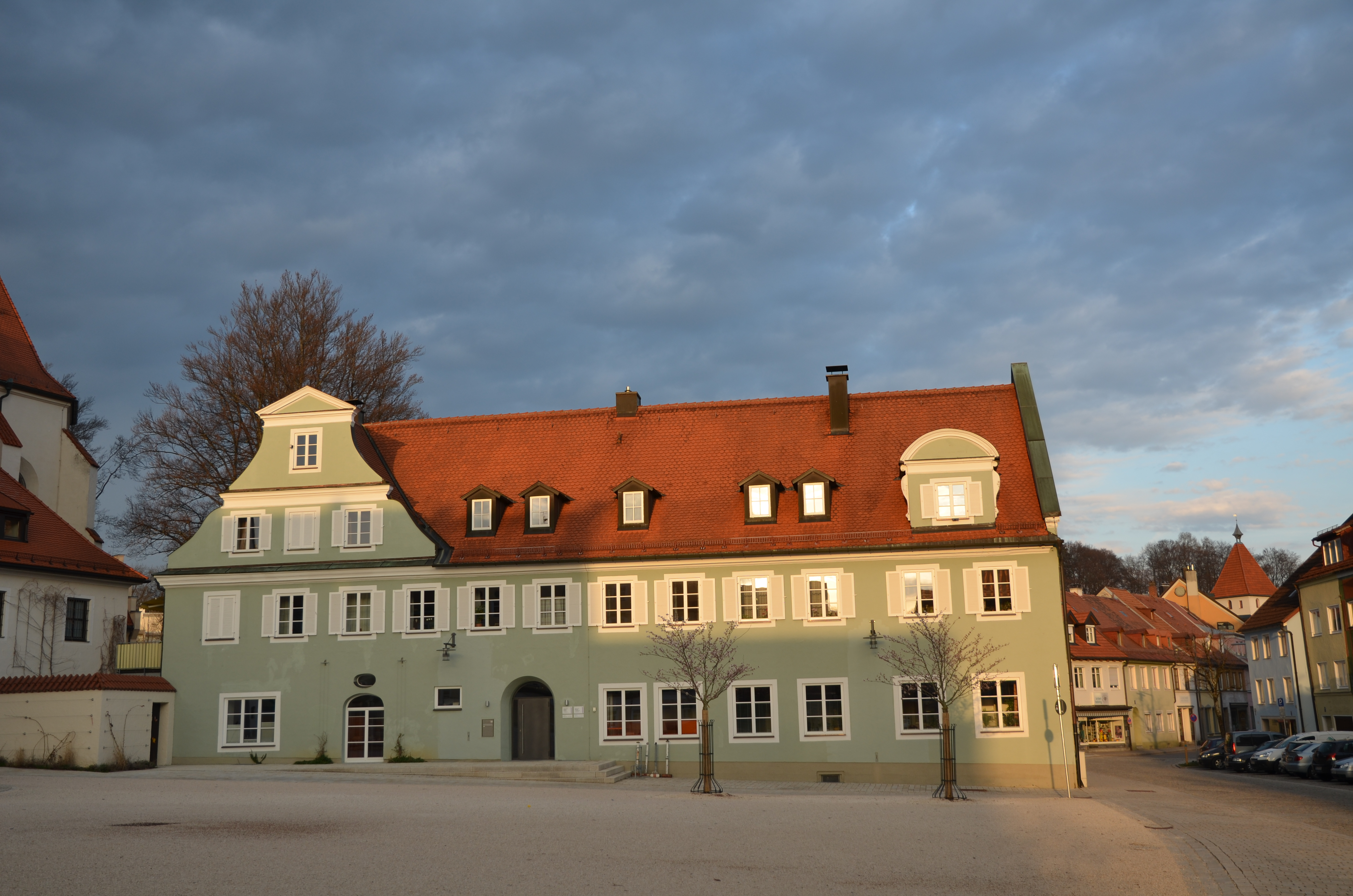
Dekanatsamt; St.-Mang-Platz 2
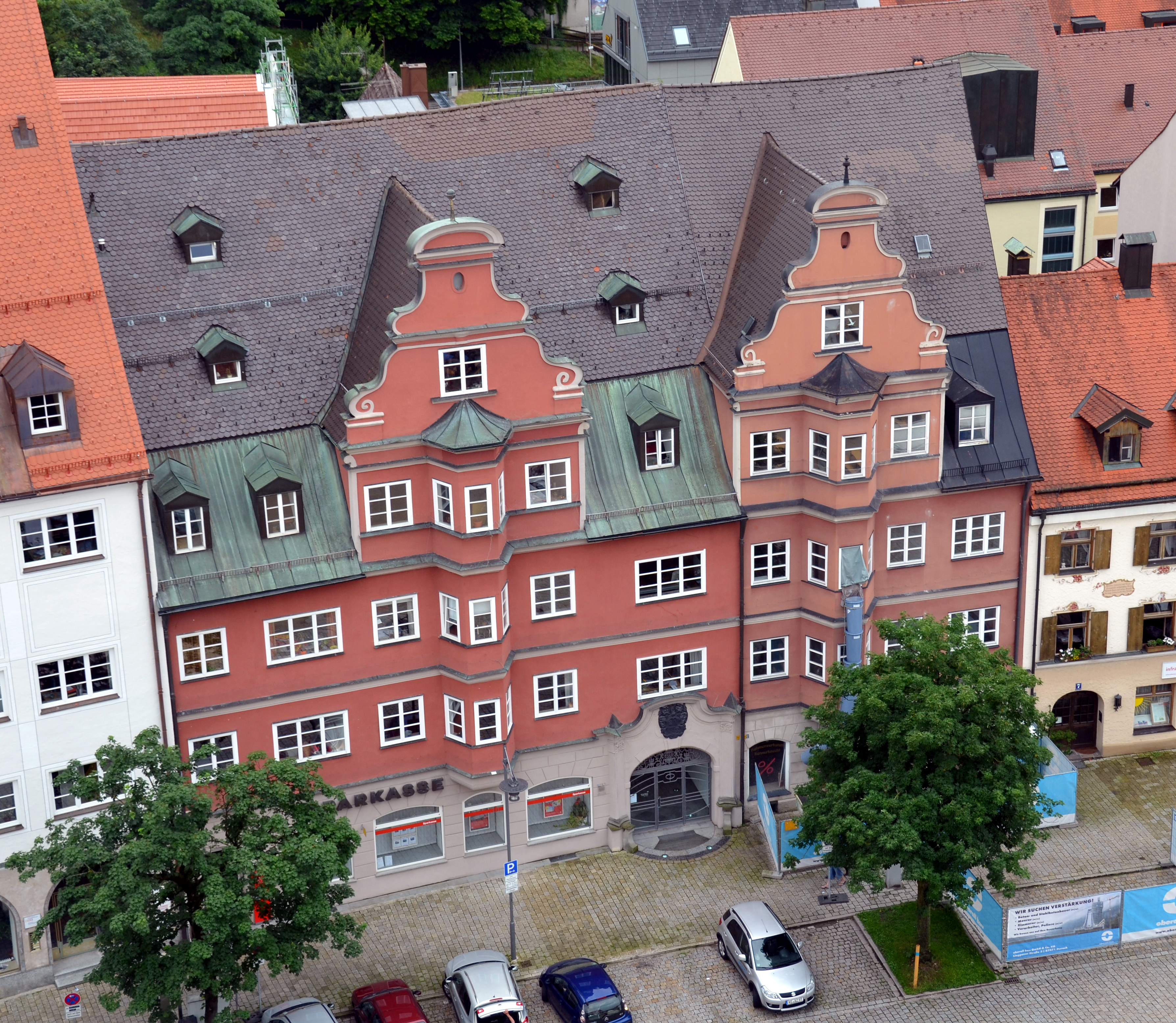
Rotes Haus; St.-Mang-Platz 3
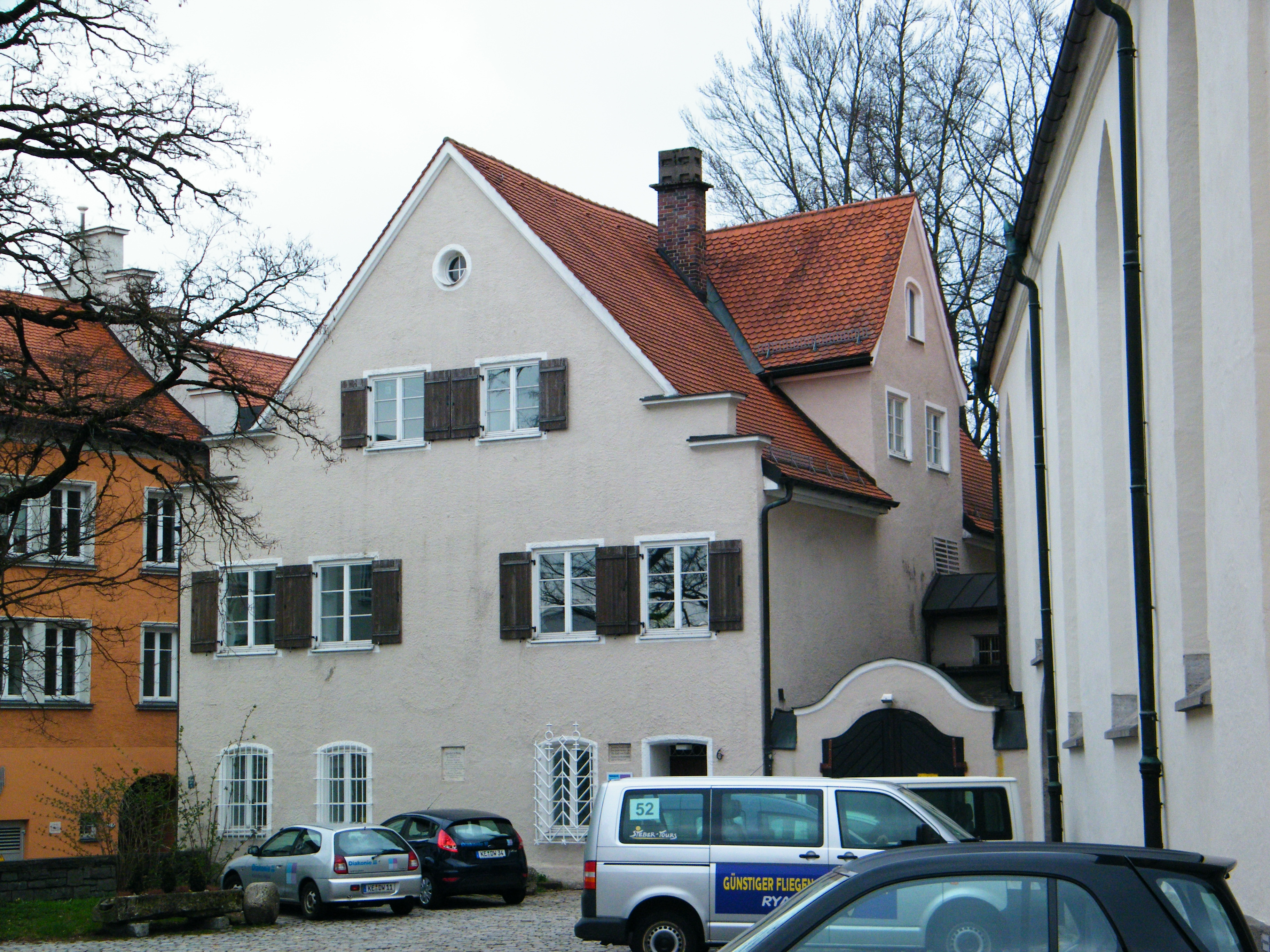
Pfarrhaus; St.-Mang-Platz 6
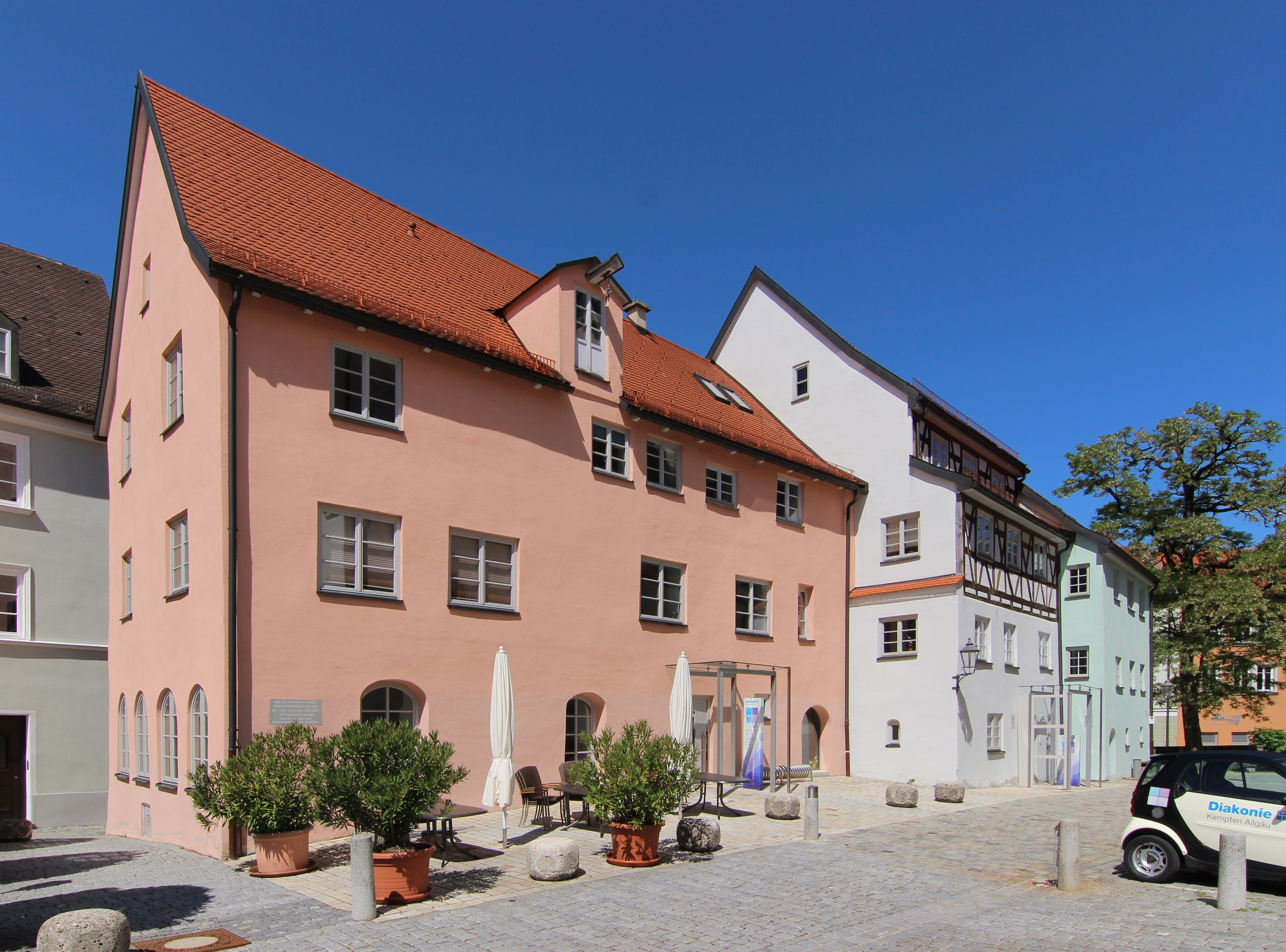
Mühlberg-Ensemble; St.-Mang-Platz 12, 10 und 8
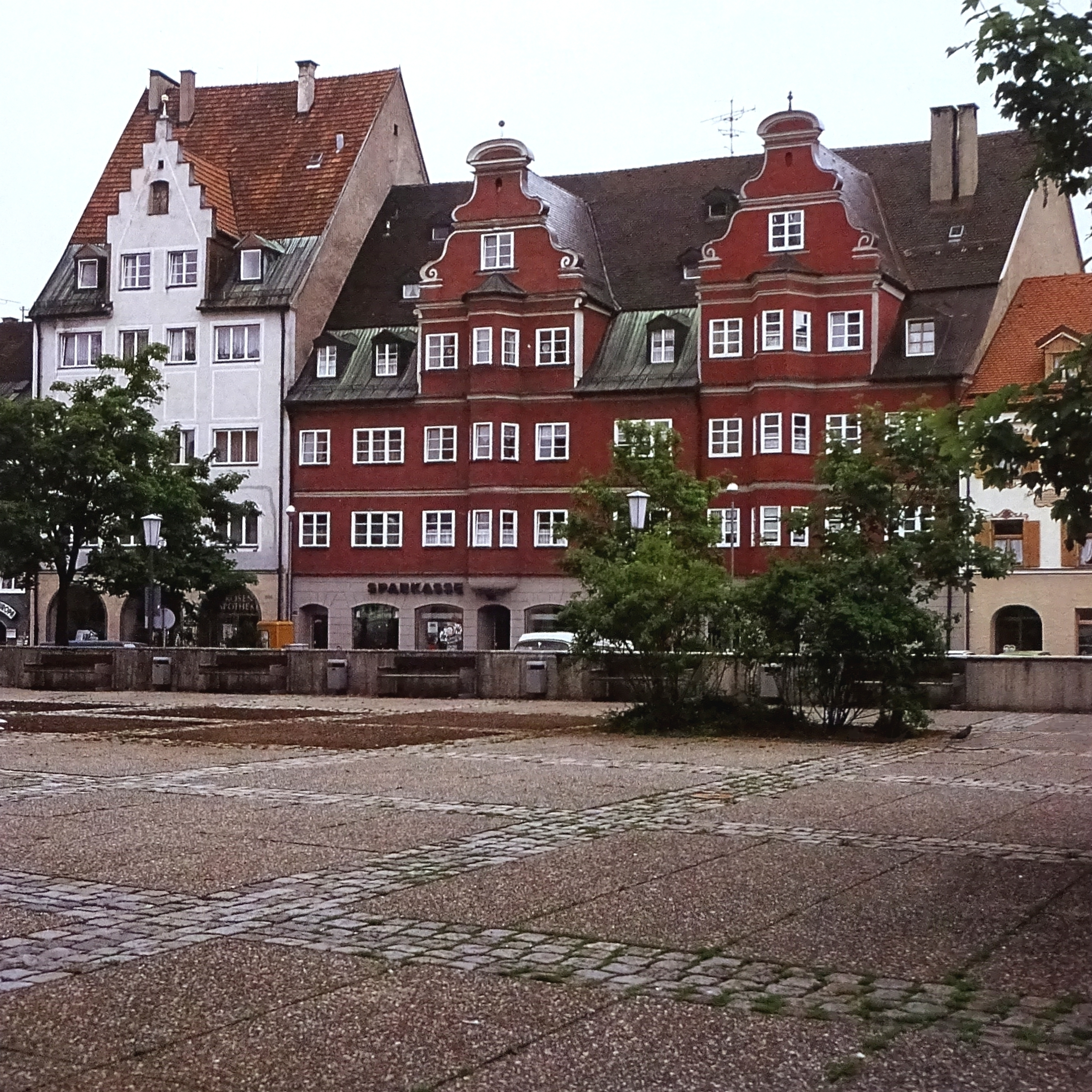
Gestaltung des Platzes um 1990